# Creully sur Seulles
Creully sur Seulles est, depuis le 1er janvier 2017, une commune nouvelle française située dans le département du Calvados en région Normandie, peuplée de 2 272 habitants. La commune nouvelle regroupe les communes de Creully, de Saint-Gabriel-Brécy et de Villiers-le-Sec qui deviennent des communes déléguées ; son chef-lieu se situe à Creully. Le 1er juin 2020, les communes déléguées sont supprimées.

## Géographie

### Hydrographie
La commune est située dans le bassin Seine-Normandie. Elle est drainée par la Seulles, la Gronde, le fossé 01 de la Fricannière, la Seulles et divers autres petits cours d'eau,.
La Seulles, d'une longueur de 72 km, prend sa source dans la commune de Dialan sur Chaîne et se jette  dans la baie de Seine à Courseulles-sur-Mer, après avoir traversé 31 communes. Les caractéristiques hydrologiques de la Seulles sont données par la station hydrologique située sur la commune de Ponts sur Seulles. Le débit moyen mensuel est de 2,54 m3/s. Le débit moyen journalier maximum est de 38 m3/s, atteint lors de la crue du 25 janvier 1995. Le débit instantané maximal est quant à lui de 40 m3/s, atteint le 26 décembre 1999.

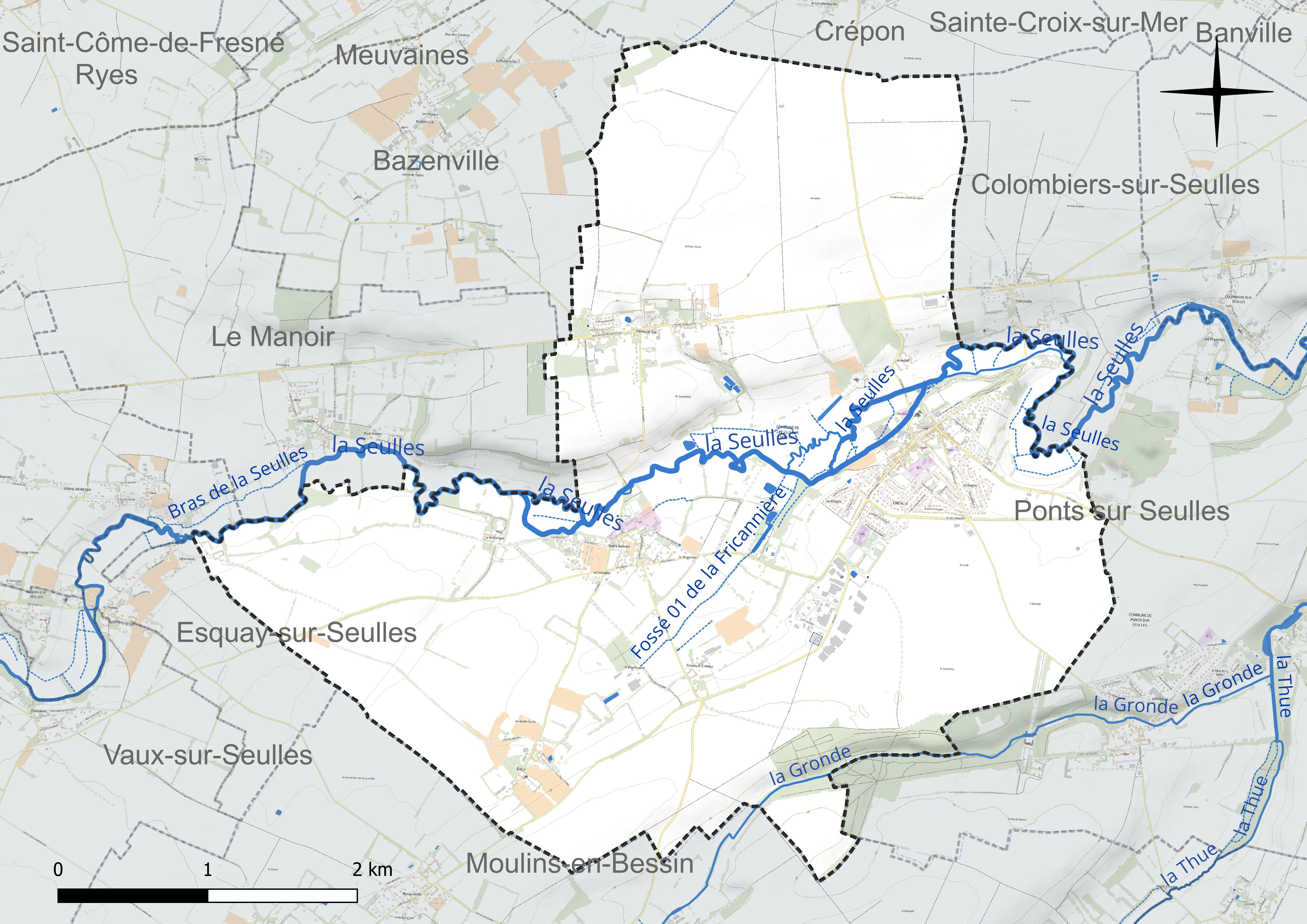
Réseau hydrographique de Creully sur Seulles.

### Climat
Pour des articles plus généraux, voir Climat de la Normandie et Climat du Calvados.
En 2010, le climat de la commune est de type climat océanique altéré, selon une étude du CNRS s'appuyant sur une série de données couvrant la période 1971-2000. En 2020, Météo-France publie une typologie des climats de la France métropolitaine dans laquelle la commune est exposée à un climat océanique et est dans la région climatique Normandie (Cotentin, Orne), caractérisée par une pluviométrie relativement élevée (850 mm/a) et un été frais (15,5 °C) et venté. Parallèlement le GIEC normand, un groupe régional d'experts sur le climat, différencie quant à lui, dans une étude de 2020, trois grands types de climats pour la région Normandie, nuancés à une échelle plus fine par les facteurs géographiques locaux. La commune est, selon ce zonage, exposée à un « climat des plateaux abrités », correspondant à la plaine agricole de Caen à Falaise, sous le vent des collines de Normandie et proche de la mer, se caractérisant par une pluviométrie et des contraintes thermiques modérées.
Pour la période 1971-2000, la température annuelle moyenne est de 10,8 °C, avec  une amplitude thermique annuelle de 11,6 °C. Le cumul annuel moyen de précipitations est de 707 mm, avec 11,9 jours de précipitations en janvier et 7,4 jours en juillet. Pour la période 1991-2020, la température moyenne annuelle observée sur la station météorologique la plus proche, située sur la commune de Bernières-sur-Mer à 10 km à vol d'oiseau, est de 11,7 °C et le cumul annuel moyen de précipitations est de 695,0 mm,. Pour l'avenir, les paramètres climatiques de la commune estimés pour 2050 selon différents scénarios d'émission de gaz à effet de serre sont consultables sur un site dédié publié par Météo-France en novembre 2022.

## Urbanisme

### Typologie
Au 1er janvier 2024, Creully sur Seulles est catégorisée bourg rural, selon la nouvelle grille communale de densité à 7 niveaux définie par l'Insee en 2022.
Elle est située hors unité urbaine. Par ailleurs la commune fait partie de l'aire d'attraction de Caen, dont elle est une commune de la couronne,. Cette aire, qui regroupe 296 communes, est catégorisée dans les aires de 200 000 à moins de 700 000 habitants,.

## Toponymie
Contrairement à l'usage qui veut que les noms de communes comportent des traits d'union, le code officiel géographique a retenu la graphie du nom figurant sur l'arrêté préfectoral de création, source officielle. Les arrêtés de création de communes nouvelles signés par des préfets n'ont pas tous respecté la règle traditionnelle.
Creully est le nom de l'ancienne commune déléguée attesté sous les formes Croillie en 1155, Croelli en 1160.
La Seulles est un fleuve côtier qui se jette dans la Manche à Courseulles-sur-Mer.

## Histoire
La commune nouvelle regroupe les communes de Creully, de Saint-Gabriel-Brécy et de Villiers-le-Sec, qui deviennent des communes déléguées, le 1er janvier 2017. Son chef-lieu se situe à Creully.
Le 23 mai 2020, le conseil municipal vote la suppression des communes déléguées à partir du 1er juin 2020.

## Politique et administration
| Nom                 | Code Insee | Intercommunalité | Superficie (km2) | Population (dernière pop. légale) | Densité (hab./km2) |
| ------------------- | ---------- | ---------------- | ---------------- | --------------------------------- | ------------------ |
| Creully (siège)     | 14200      | CC d'ORIVAL      | 8,56             | 1 586 (2018)                      | 185                |
| Saint-Gabriel-Brécy | 14577      | CC d'ORIVAL      | 7,44             | 380 (2018)                        | 51                 |
| Villiers-le-Sec     | 14757      | CC d'ORIVAL      | 2,71             | 303 (2018)                        | 112                |

### Liste des maires
| Période      | Période  | Identité       | Étiquette | Qualité                                                               |
| ------------ | -------- | -------------- | --------- | --------------------------------------------------------------------- |
| janvier 2017 | En cours | Thierry Ozenne | SE        | Médecin généraliste Président de la CC Seulles Terre et Mer (2020 → ) |

## Population et société

### Démographie
L'évolution du nombre d'habitants est connue à travers les recensements de la population effectués dans la commune depuis sa création.
En 2022, la commune comptait 2 272 habitants, en évolution de −2,28 % par rapport à 2016 (Calvados : +1,58 %, France hors Mayotte : +2,11 %).
| 2015  | 2016  | 2017  | 2022  |
| ----- | ----- | ----- | ----- |
| 2 368 | 2 325 | 2 278 | 2 272 |

## Culture locale et patrimoine
- Le prieuré fondé en 1058 par l'abbaye de Fécamp fait l'objet d'un classement au titre des monuments historiques depuis 1840[25]. Les vestiges les plus anciens appartiennent à l'église prieurale, reconstruite vers 1140. La nef et le transept ont été rasés en 1749. Il ne reste que le chœur. Les grandes dimensions de ces restes témoignent de la prospérité du prieuré et de la volonté des religieux de Fécamp d'en faire un monastère autonome. Le prieuré est devenu, depuis 1929, une école d'horticulture (reprise par l'Institut Lemonnier en 2018). Elle accueille des élèves de la 4e au Bac professionnel. Elle est spécialisée dans deux domaines : les productions horticoles et les aménagements et travaux paysagers.
- L'église Saint-Thomas-de-Cantorbery de la fin du XIIe. Des éléments de décor de l'époque romane, représentant des animaux fantastiques, subsistent sur la façade, ainsi qu'un cadran solaire.
- L'église Notre-Dame de Brécy qui fait l'objet d'un classement au titre des monuments historiques depuis le 25 avril 1929[26].
- Le château de Brécy qui fait l'objet d'un classement au titre des monuments historiques depuis le 26 septembre 1903[27].
- Le château de la Martinique.
- Le moulin sur la Seulles.
- Château de Banville-en-Villiers inscrit aux Monuments historiques[28].
- Manoir de Villiers (XVIIe siècle).
- Église Saint-Laurent de Villiers-le-Sec, du XIIIe siècle, classée Monument historique en 1913[29]. Elle abrite des tableaux inscrits à titre d'objets[30].
- Château de Creully, forteresse du Moyen Âge des XIe et XIIe siècles (tourelle ronde et donjon carré). Il fait l'objet d'un classement au titre des Monuments historiques[31].
- Église Saint-Martin de Creully, fondée au XIIe siècle, également classée Monument historique[32]. Elle abrite le tombeau d'Antoine III de Sillans classé à titre d'objet[33].
- Château de Creullet, château Grand Siècle établi sur le site primitif d'une seigneurie du XIe siècle, entouré d'un parc à la française, ordonnancé sur un axe de perspective avec sa pièce d'eau du XVIIe. Classé monument historique[34],[35]. La propriété a abrité le QG des forces alliées du débarquement du 8 au 22 juin 1944.
- Les anciennes halles de Creully, fondées entre les XIIIe et XVIIe siècles et réaménagées au fur et à mesure des siècles en relais de poste puis en hôtel-restaurant (Hostellerie Saint-Martin). Elles sont le seul exemple en Normandie de halle voûtée, contrairement aux halles de Saint-Pierre-sur-Dives, qui ont une charpente en bois. Les différentes parties qui la composent au rez-de-chaussée sont de style roman pour les plus anciennes salles, et début gothique pour la Grande Salle ou Grande Halle, à deux travées et une colonne centrale qui, auparavant, devait se composer de trois travées et de deux colonnes selon les fondations restantes.
- Vieux colombier du XVIIe siècle près du camping des Trois Rivières[36].
- Pierre levée du Clos Saint-Gilles sur la rive droite de la Seulles[37]. Cette pierre appelée « la Borne » pourrait être une borne milliaire romaine ou une lieue gauloise[38].